# كليمنت وود
كليمنت وود (بالإنجليزية: Clement Wood)‏ هو محامي وشاعر أمريكي، ولد في 1 سبتمبر 1888، وتوفي في 26 أكتوبر 1950.

## وصلات خارجية
- كليمنت وود على موقع ميوزك برينز (الإنجليزية)
- كليمنت وود على موقع ديسكوغز (الإنجليزية)